# Dinastia Astur-Leon
Dinastia Astur-Leon sau Cantabrian-Pelagian a fost formată dintr-o serie de suverani, care au domnit în Regatul Asturiei și Leon, primul fiind Don Pelayo de Asturia, rege ales în 718, iar ultimul membru fiind Bermundo al III-lea de Leon care a fost ucis în bătălia de la Tamaton, în 1037, de fratele său, Contele Fernando de Castillia, care a moștenit tronul prin căsătoria sa cu Sancha de Leon, sora lui Bermundo al III-lea, formând Dinastia Jimenez care avea să domnească în Leon.

## Conducătorii dinastiei Astur-Leon

### Ordono I de Asturia
Ordono a fost numit guvernator în Galicia, atunci când tatăl său a plecat la Vardulia, să se căsătorească cu Paterna, a doua sa soție. Între timp, Alfonso a murit iar nobilii l-au ales pe Contele Nepocian ca rege. Ordono a început imediat să ridice o armată pentru a-l ajuta pe tatăl său să nu piardă tronul. 
Pe 1 ianuarie 850, Ordono l-a succedat pe tatăl său ca rege. Din moment ce el era moștenitorul tatălui său, el a fost primul regel al Asturiei care s-a urcat pe tron fără să fie ales. Prima lui confruntare a fost cu bașcii, care s-au răzvrătit cu ajutorul lui Banu Qasi de Zaragoza. În timp ce se întorcea în Oviedo după ce i-a invins pe rebeli, el a primit o veste a unui atac iminent din partea maurilor în Vardulias. Înainte ca maurii să atace, l-au întâlnit în apropiere pe Ebro și l-au învins. În 859, Ordono l-a învins pe Musa ibn Musa la Albelda, asediand orașul și distrugându-l.

### Alfonso al III-lea de Asturia
El a învins o rebeliune basacă în 867 și, mult mai târziu, încă o luptă în Galitia. El a cucerit Oporto și Ciombra, în 868 și 878. În 869, el a format o alianță cu Regatul Pamplona și și-a consolidat această legătură prin căsătoria cu Jimena, care se crede că a fost fiica regelui Garcia Iniguez, sau a unui membru al Dinastiei Jimenez, și de asemenea, și-a căsătorit sora , Leodegundia, cu un prinț din Pamplona.
Cu un an înainte de moartea sa, trei dintre fii lui Alfonso s-au răzvrătit și l-au forțat să abdice, partiționând împărăția între ei. Fiul cel mare, Garcia, a devenit regele Leonului, al doilea, Ordono, a domnit în Galicia, în timp ce al treilea, Fruela, a primit Asturia cu capitala sa, Oviedo. Alfonso a murit în Zamora, probabil în 910. Fostul său tărâm avea să se reunească prima dată atunci când Garcia a murit fără moștenitri și Leon a trecut de partea lui Ordono. 

### Garcia I de Leon
Garcia a luat parte la conducerea treburilor publice, alături de tatăl său, până în 909. În acel an, el a fost implicat într-o conspirație și a fost descoperit. Alfonso a renunțat la tron și a divizat tărâmul între cei trei fii ai săi. Leonul a fost preluat de Garcia, Galicia de Ordono și Asturia de Fruela. 
Domnia lui Garcia a fortificat regiunea Duero și a repopulat Roa, Osma, Clunia și San Esteban de Gormaz. În această perioadă, Contele Castiliei, Gonzalo Fernandez, a dobândit o influență mare prin aceste eforturi. La moartea sa din Zamora, el nu a avut moștenitori și împărăția a fost preluată la fratele său, Ordono.

### Ordono al II-lea de Leon
Ordono a continuat extinderea sistemului politic și creștin al stămoșilor săi pe două fronturi. În teritoriile sale de sud-vest, el a demis Mérida și Évora și a forțat guvernatorul musulman al regiunii să-i cumpere retragerea.
În teritoriile sale din est, el l-a unit pe Sancho I Garces, regele de Navara, împotriva emisarului din Cordoba, Adb-ar-Rahman al III-lea. Maurii au fugit în San Esteban de Gormaz. Arnedo și Calahorra au fost luate un an mai târziu de la Qasi Banu. Reacția lui Abd-ar-Rahman, cu toate acestea, a fost severă. În 920, el a mărșăluit cu o armată pentru a recupera Osma și Esteban de Gormaz. El a trecut în Navarra și i-a învins pe creștinii de la Valdejunquera și a capturat episcopii din Tui și Salamanca. 
Ordono, care venise la rugămințile regelui Sancho, și-a atribuit pierderea în absența conților din Castilia, care nu veniseră la apelul său. El i-a adunat împreună la Tejares și i-a ucis. 

### Fruela al II-lea de Asturia
Fruela s-a menținut în relații bune cu fratele său Ordono. Ei au cooperat în Reconquista (în română: Recucerirea). Atunci când Ordono a murit în 924, magnații i-au ignorat moștenitorii și l-au ales ca rege pe Fruela. El nu a fost popular printre nobili și subiecții săi iar alegerea sa a fost pusă la îndoială de unii, care îl vedeau ca pe un uzurpador. El i-a asasinat pe Gebuldo și Aresindo, fiii lui Olmundo, care susțineau că sunt descendenți ai regelui Witiza, îndepărtând astfel și mai mult nobilimea. În conformitate cu Ramón Menéndez Pidal, el l-a exilat pe episcopul Frunimio de Leon, care era o rudă de-a lui Olmundo. Oricare ar fi fost cauza, domnia sa de numai 14 luni s-a sfârșit atunci când el a murit la începutul verii 925, probabil de lepră. După moartea lui Fruela, au existat mai mulți pretendenți concurenți la teritoriile sale, inclusiv fratele său mai mic, Ramiro și fii fratelui său, Ordono al II-lea, împreună cu proprii săi fii. 

### Alfonso al IV-lea de Leon
Când Ordono al II-lea a murit în 924, nici unul din fii săi nu au urmat la tronul Leonului, ci fratele său, Fruela al II-lea de Asturia. Circumstanțele exacte ale succesiunii lui Fruela de la moartea sa sunt neclare, însă fiul lui Fruela, Alfonso Fróilaz, a devenit rege în cel puțin o parte a regatului. Sancho Ordóñez, Alfonso, și Ramiro, fiii lui Ordoño al II-lea, au pretins că sunt moștenitorii de drept și s-au răzvrătit împotriva vărului lor. Cu sprijinul regelui Jimeno Garcés din Pamplona, ei l-au condus pe Alfonso Fróilaz în marșurile de est a Asturiei și au împărțit regatul între ei, Alfonso Ordóñez primind coroana Leonului și fratele său mai mare, Sancho, fiind rege al Galiciei.
Alfonso al IV-lea a abdicat pentru fratele său Ramiro, în 931 și s-a retras la o casă religioasă. Un an mai târziu, el a ridicat armele împreună cu fii lui Fruela, Ordono și Ramiro, împotriva propriului său frate, Ramiro. El a fost învins, orbit, și a fost trimis înapoi să moară în mănăstire de Sahagún. Alfonso a fost căsătorit cu Oneca Sánchez din Pamplona, nepoata aliatului său, Jimeno Garcés și fiica lui Sancho I de Pamplona de Toda din Navarra. El a avut doi copii: Ordoño al IV-lea de León și Fruela, care a fost implicat într-un litigiu al unui teren în timpul domniei lui Ramiro al III-lea de Leon.

### Ramiro al II-lea de Leon
Ramiro s-a remarcat ca fiind un comandant militar excelent și și-a extins extrem de mult teritoriile sale de sud (Salamanca, Ledesma), precum și ca fondator a cetății de frontieră (Osma, Clunia). Ramiro a format o coaliție Pamplona/Leon, care a învins contraofensiva din Andaluzia în Bătălia de la Simancas (939). Această victorie a permis înaintarea frontierei leoneze de la Duero la Tormes. 
În ultimii ani ai domniei sale, el a pierdut sprijinul cumnatului său din Pamplona, care îl ajuta pe alt cumnat al său, Fernán González de Castilia, să obțină independența de facto. În 950, Ramiro a lansat o expediție în valea Edge și i-a învins pe Umayyazi la Tatavera.

### Ordono al III-lea de Leon
El a infrunțat și o rebeliune internă, atacurile musulmanilor lui Al-Andalus și rebeliunea din Galicia. Ca răspuns pentru musulmani, Ordono a condus un raid până departe în Lisabona (955), revenind în nord cu o pradă foarte profitabilă. Confruntând acest mare spectacol de forță, Abd-al-Rahman al III-lea a fost împins să negocieze și să încheie un tratat de pace cu regele Leonului.
El a încercat să continue acțiunea tatălui său în fortificarea terenurilor și a autorității regale în fața nesupusului Fernán González de Castilia. S-a căsătorit cu fiica acestuia, Urraca, și mai târziu a respins-o pentru alianța tatălui său cu Sancho.

### Sancho I de Leon
El l-a succedat pe fratele său vitreg, Ordono al III-lea de Leon în 956 și a domnit până la moartea sa, cu excepția a doi ani de întrerupere, între 958 și 960, atunci când Ordono cel Slab a uzurpat tronul. 
La început, Sancho a contestat tronul lui Ordono al III-lea, care îl succedase pe tatăl lor în 951. La moartea lui Ordono, el a preluat tronul vacant, însă doi ani mai târziu a fost detronat de către nobilii conduși de Fernán González de Castilia, din cauza obezității sale extreme. 
În timpul exilului său în Andaluzia, în conformitate cu Dozy, Sancho a reușit să piardă o parte din circumferința sa, cu tratamentul lui Hasdai ibn Shaprut. În același timp, el a început să facă încercări pentru recuperarea tronului. El a mers mai întâi la bunica lui, Toda și i-a cerut ajutor, apoi a încheiat un tratat cu maurii și, cu ajutorul leonezilor și nobilimii din Navara, a preluat orașul Zamora în 959 și scaunul de domnie în curând după aceea.
Deoarece el nu a respectat tratatul cu musulmanii, a avut pare de mai multe raiduri de pedepsire ca răspuns. Ultimii ani ai domniei sale au fost caracterizați de independența crescândă a castilienilor și nobilimii din Galicia. El a fost otrăvit și a fost urmat la tron de fiul său, Ramiro al III-lea de Leon.

### Ramiro al III-lea de Leon
Printre actele sale ca rege în timpul minorității, el a ratificat un tratat de pace cu califul Al-Hakam al II-lea și s-a confruntat cu vikingii care au invadat Galicia. 
La atingerea majoratului și după nunta cu Sancha, fiica lui Gómez Díaz, Contele de Saldaña, Ramiro a încercat să instituie o monarhie absolutistă care a dus la înstrăinarea Galiciei de Castilia. Acest lucru, împreună cu luptele constante cu musulmanii, cum ar fi Bătălia de Rueda, Bătălia de la Torrevicente și, bătălia care a avut loc la San Esteban de Gormaz sub regența mătușii sale în 975, a condus nobilimea din Galicia să-l proclame rege al Galiciei pe Bermundo al II-lea de Leon, fiul lui Ordono al III-lea. El și-a pierdut tronul doi ani mai târziu, în 984. A avut cel puțin un copil cu soția sa, Ordono Ramirez, care s-a căsătorit cu Cristina Bermúdez, fata rivalului său.

### Bermundo al II-lea de Leon
În 982, nobilimea din Galicia l-a proclamat rege, acesta fiind fiul fostului rege Ordono al III-lea de Leon, detronându-l pe vărul său, Ramiro al III-lea de Leon. Această uzurpare a fost văzută ca o extindere a crizei de succesiune incertă în 950. La momentul uzurpării, fracțiunea lui Bermundo era condusă de Gonzalo Menéndez și de Ramiro al III-lea de Rodrigo Velázquez. Bermudo a fost încoronat în catedrala din Santiago de Compostela, la 15 octombrie 982. 
Pentru sprijinul său limitat, Bermundo necesita protecția Califatului de la Córdoba. Era multă agitație în Castilia în primii săi ani de domnie și armatele din Cordoba au venit, nu ca aliați, ci ca cuceritori. Între noiembrie 991 și septembrie 992, Bermundo a fost expulzat din împărăție de către o revoltă condusă de magnații Gonzalo Vermúdez, Munio Fernández, și contele Pelayo Rodríguez. El a fost curând restaurat și s-a împăcat cu nemulțumiții. La 8 august 994 Bermudo a dat satul Veiga mănăstirii de la Celanova, sat care a fost construit de către Suario Gundemárez pe un teren ilegal al mănăstirii. 

### Alfonso al V-lea de Leon
Alfonso avea trei ani atunci când l-a succedat pe tatăl său, Bermundo al II-lea de Leon, în 999. Mama sa, Elvira Garcia și contele Menendo González, care l-a crescut în Galicia, au acționat în calitate de regenți până în 1007, când regina mamă s-a retras și a devenit călugăriță.
Alfonso a început activitatea de reorganizare a regatului creștin de nord-vest a Peninsulei Iberice, după o perioadă de război civil dezastuos și de incursiuni arabe.
Într-o miercuri, pe 7 august 1028, Alfonso a fost ucis de o săgeată în timp ce asedia orașul musulman Viseu. Regele Alfonso a fost înmormântat alături de prima sa soție Elvira, potrivit dorințelor sale, la Biserica Sfântul Ioan Botezătorul și San Pelayo care mai târziu și-a schimbat numele în Bazilica San Isidoro. 

### Bermudo al III-lea de Leon
În 1029, contele García Sánchez de Castilia a fost pe cale să se căsătorească cu Sancha de León , sora mai mare a lui Bermudo, un aranjament aparent sancționat de regele Navarrei, atunci când contele a fost ucis în Leon. Sancho al III-lea de Navara a pretins regiunea Castiliei în numele soției sale și și-a instalat fiul acolo, pe Ferdinand, noul Conte al Castiliei. Regele navarez a profitat de granița dintre râul Cea și Pisuerga, mai sus de capitala Leonului, pentru a crea un subiect de dipută între Leon și Castilia. După ce a forțat căsătoria între Fernando și Sancha în 1032, aceste terenuri au trecut în Castilia, ca parte a zestrei fetei. În 1034, el a smuls orașul Leon de la Bermundo, care se retrăsese în Galicia. Până la moartea lui Sancho în 1035, partea de nord de Duero a fost dominată de regatul Navarei.
După moartea lui Sanho, Bermundo al III-lea a încercat să ia înapoi Leonul și curând a început o campanie pentru recuperarea Castiliei și a teritoriului cumnatului său, între râul Cea și Pisuerga. Însă Ferdinand l-a învins și ucis pe Bermundo în Bătălia de la Tamaron pe 04 septembrie 1037. 
Din moment ce Bermundo a murit fără moștenitori, împărăția Leonului a recunoscut-o pe Sancha și pe soțul ei ca și conducători, iar Ferdinand a fost uns rege în orașul regal, la 22 iunie 1038. 